# ژان پیر بوآیه
ژان پیر بوآیه (انگلیسی: Jean-Pierre Boyer; ۱۵ فوریهٔ ۱۷۷۶ – ۹ ژوئیهٔ ۱۸۵۰) سیاستمدار اهل هائیتی و یکی از رهبران انقلاب هائیتی و رئیس‌جمهور هائیتی از ۱۸۱۸ تا ۱۸۴۳ بود. او شمال و جنوب این کشور را دوباره متحد کرد. در سال ۱۸۲۰ وارد جمهوری هائیتی شد و هائیتی تازه استقلال یافته اسپانیایی (سانتو دومینگو) را نیز ضمیمه کرد و تا سال ۱۸۲۲ تمام هیسپانیولا را تحت یک دولت هائیتی قرار داد. بوآیه که مدتی کمتر از ۲۵ سال رئیس‌جمهور بود، طولانی‌ترین دوره حکومت هر رهبر هائیتی را داشت.

## جوانی و تحصیل
بوآیه در پورتو پرنس متولد شد و فرزند دورگه یک خیاط فرانسوی و یک مادر آفریقایی، برده سابق از کنگو، بود. پدرش اورا برای تحصیل به فرانسه فرستاد. در طول انقلاب فرانسه، او در منصب یک فرمانده گردان جنگید و در سال‌های اولیه انقلاب هائیتی علیه توسان لوورتور به جنگ برخاست. او بعداً با آندره ریگو، که او هم از اصل و نسب مولاتو بود، در قیام نافرجام دومی علیه توسان متحد شد و تلاش کرد کنترل منطقه جنوبی سنت‌دومینگ را حفظ کند.
پس از تبعید در فرانسه، بوآیه و الکساندر پتیون در سال ۱۸۰۲ دوباره به نیروهای فرانسوی به رهبری ژنرال شارل لکلرک بازگشتند. پس از اینکه مشخص شد فرانسوی‌ها قصد دارند دوباره برده‌داری و محدودیت‌ها را بر رنگین‌پوستان آزاد شده اعمال کنند، بوآیه به میهن‌پرستان تحت رهبری پتیون و ژان-ژاک دسالین، که مستعمره را به استقلال رسانده بودند، پیوست. پس از اینکه پتیون در جمهوری هائیتی در جنوب به قدرت رسید، بوآیه را به عنوان جانشین خود انتخاب کرد. گفته می‌شود که او تحت تأثیر معشوقش، ماری-مادلین لاچنایس، که در نقش مشاور سیاسی او عمل می‌کرد، قرار داشت.
پس از قیام بردگان آفریقایی در شمال سنت دومینگ در سال ۱۷۹۱، بوآیه به کمیسران فرانسوی پیوست و برای مبارزه با صاحبان مزارع و سلطنت‌طلبان به آنجا رفت. در سال ۱۷۹۴، نیروهای بریتانیایی که سعی داشتند از ناآرامی‌ها برای تصرف مستعمره استفاده کنند، به سنت دومینگ حمله کردند. بوآیه به ژاکمل رفت و در آنجا با رهبر مولاتو، ژنرال آندره ریگو، متحد شد. وقتی دیگر رهبران مولاتو تسلیم توسان لوورتور در جنوب سنت دومینگ شدند، بوآیه به همراه ریگو و الکساندر پیتون به فرانسه گریخت.
در آن زمان، ایالات متحده از فرانسه در برقراری مجدد کنترل بر مستعمره حمایت می‌کرد و فرانسه ۲۰۰۰۰ سرباز را به سنت دومینینگ اعزام کرد. بوآیه به پاریس سفر کرد و تا سال ۱۸۰۱ در آنجا ماند.

## ایالت هائیتی
در سال ۱۸۱۸ پتیون درگذشت و بوایه به عنوان دومین رئیس‌جمهور جمهوری هائیتی جایگزین او شد. این انتقال برنامه‌ریزی شده بود زیرا که پتیون بوایه را به عنوان جانشین خود انتخاب کرده بود و سنا نیز انتخاب او را تأیید کرد. قانون اساسی اصلاح شده ۱۸۱۶ به رئیس‌جمهور اختیار انتخاب جانشین خود را، به عنوان اقدامی برای محافظت از کشور در برابر نفوذ بیگانگان، می‌داد. جوزف بالتازار اینگیناک نیز به عنوان منشی و دست راست رئیس‌جمهور به کار خود ادامه داد.

## اتحاد هیسپانیولا
در ۳۰ نوامبر ۱۸۲۱، خوزه نونز د کاسرس، رئیس‌جمهور بخش اسپانیایی هیسپانیولا، استقلال بخش اسپانیایی جزیره را اعلام کرد.  کشور جدید به نام جمهوری اسپانیایی هائیتی شناخته شد. ۱ دسامبر ۱۸۲۱، رهبران ملت جدید تصمیم گرفتند آن را با کلمبیای بزرگ متحد کنند.

## تبعید و درگذشت
بوایه تا سال ۱۸۴۳ حاکم بود. در این زمان اوبا وضعیت بد اقتصادی روبرو بود که با زلزله ۱۸۴۲ کپ هائیتین بدتر شده بود. در اواخر ژانویه به اکثریت محروم جمعیت روستایی تحت رهبری شارل ریویه-هرارد افزوده شد. در ۱۳ فوریه ۱۸۴۳، بوایه از هائیتی به جامائیکا فرار کرد. او سرانجام در تبعید در فرانسه اقامت گزید و در سال ۱۸۵۰ در پاریس درگذشت. نوادگان بوایه هنوز در هائیتی زندگی می‌کنند.